# Бітритто
Бітритто (італ. Bitritto) — муніципалітет в Італії, у регіоні Апулія,  метрополійне місто Барі.
Бітритто розташоване на відстані близько 380 км на схід від Рима, 9 км на південь від Барі.
Населення — 11 251 особа (2014).
Щорічний фестиваль відбувається першого вівторка березня. Покровитель — Maria ss. di Costantinopoli.

## Демографія
Населення за роками:

Станом на 1 січня 2023 року в муніципалітеті офіційно проживало 217 іноземців з 38 країн, серед них 57 громадян країн Євросоюзу та 9 громадян України.

## Сусідні муніципалітети
- Адельфія
- Барі
- Бітетто
- Модуньо
- Саннікандро-ді-Барі